# Air Italy (ancienne compagnie)
Ne doit pas être confondu avec Air Italy (2018).
Air Italy était une compagnie aérienne italienne qui avait initialement cessé ses opérations en 2002 et a été reprise par le capitaine Giuseppe Gentile, chef de Marchin Investments, avec le soutien de BVMS (Grande-Bretagne, 40 %) et Pathfinder (Luxembourg, 20 %), pour devenir une compagnie dans le style d'Air Europe (l'ancien employeur de Gentile). Elle dispose de deux Boeing 757-200 (dont un qui a effectué son premier vol sous les nouvelles couleurs le 25 mai 2005 entre Milan et Istanbul). Associée à Meridiana fly, elle partage son site internet. Bien qu'opérant toujours sa flotte, elle appartient à 100 % à Meridiana depuis janvier 2013 qui vend ses vols. Le 18 février 2018, son nom commercial est repris par Meridiana pour devenir celui de la compagnie tout entière.
Son slogan était « It's nice to fly with friends again! ».

## Flotte
| Appareil       | Nombre |
| -------------- | ------ |
| Boeing 737-300 | 4      |
| Boeing 737-400 | 3      |
| Boeing 737-500 | 1      |
| Boeing 737-700 | 4      |
| Boeing 737-800 | 3      |
| Boeing 757-200 | 7      |
| Boeing 767-200 | 2      |
| Boeing 767-300 | 3      |
| Saab 2000      | 2      |

## Filiales
AIr Italy Group comprend aussi deux filiales :
- Air Italy Egypt (ancienne Euromediterranean Airlines) qui est une compagnie aérienne égyptienne et opère depuis le 1er mars 2007 du Caire. Air Italy Spa en détient 75 % du capital ;
- Air Italy Polska qui est une compagnie aérienne polonaise de type charter, avec une flotte de Boeing 757-200 ER et qui opère avec le code AEI pour des voyagistes polonais, à partir de Varsovie, Katowice, Gdansk, Poznań et Wroclaw.

## Galerie

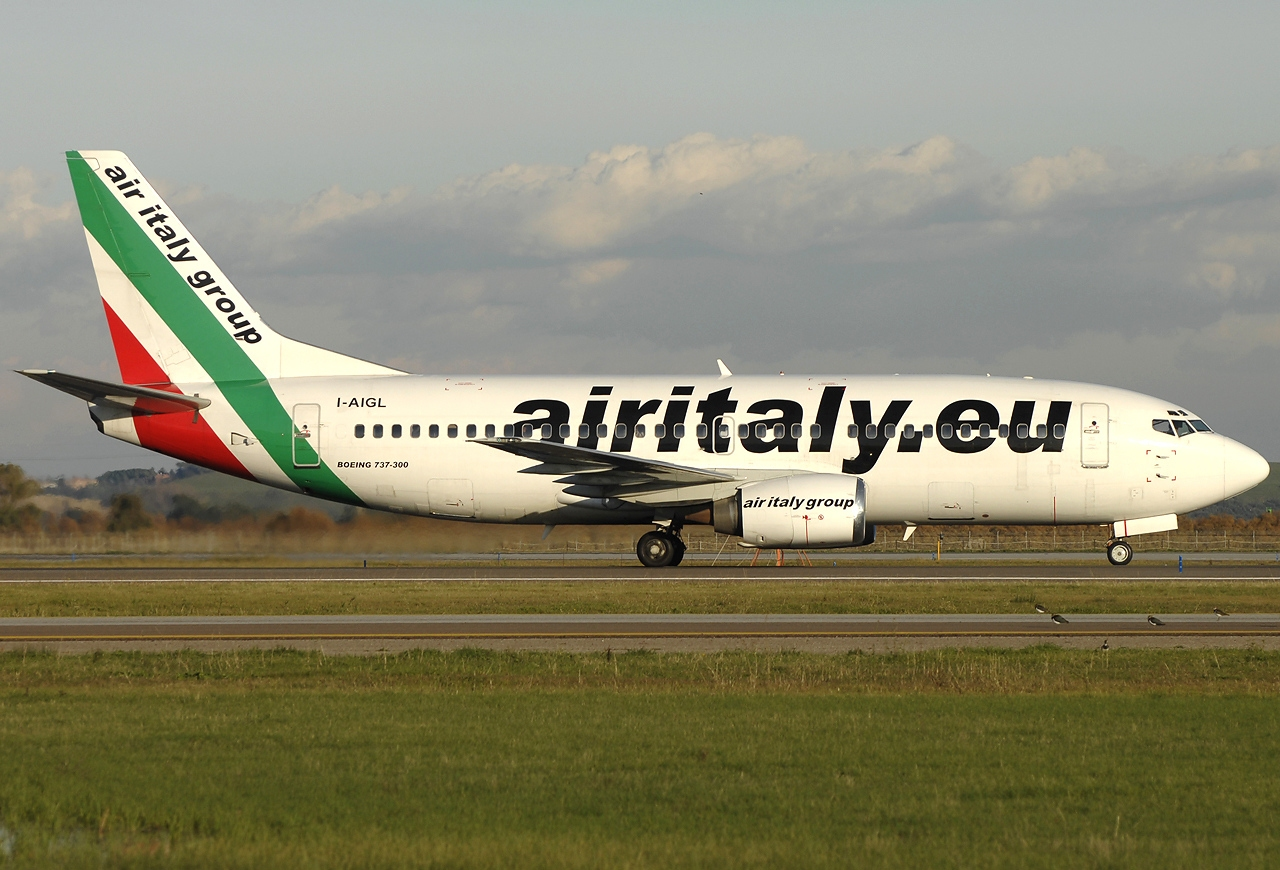
Boeing 737-400
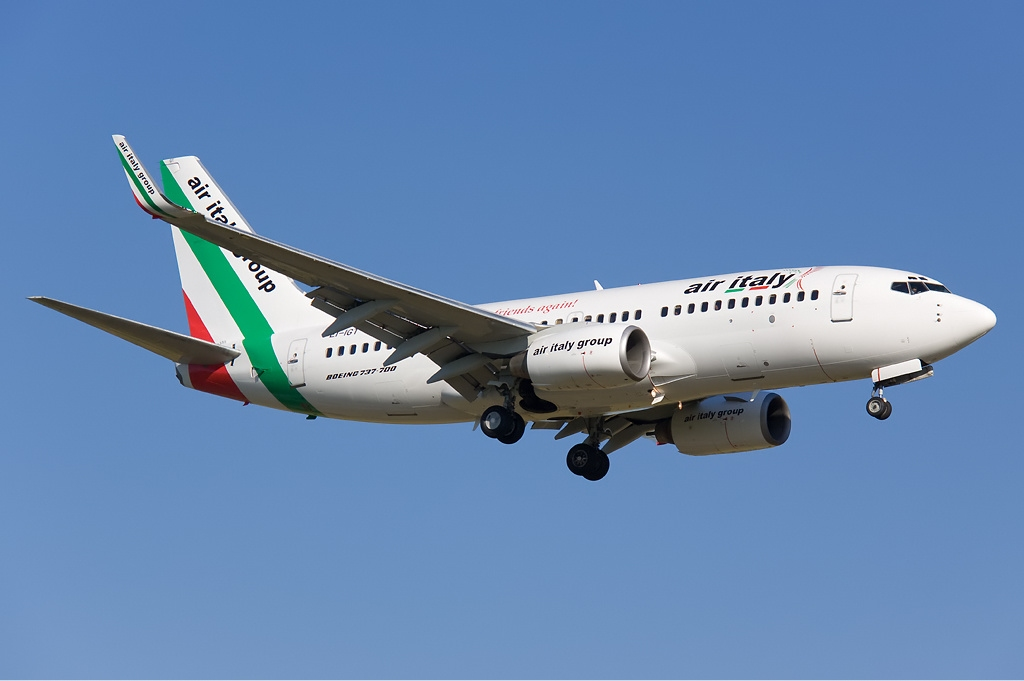
Boeing 737-700
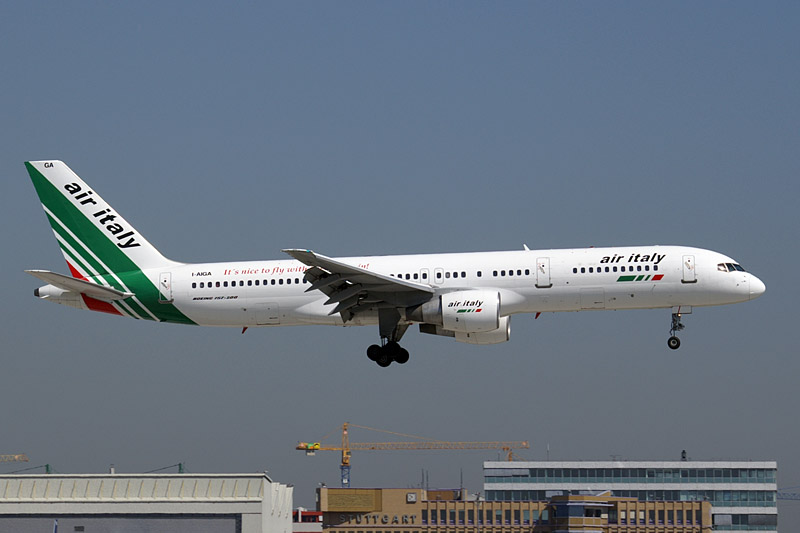
Boeing 757-200
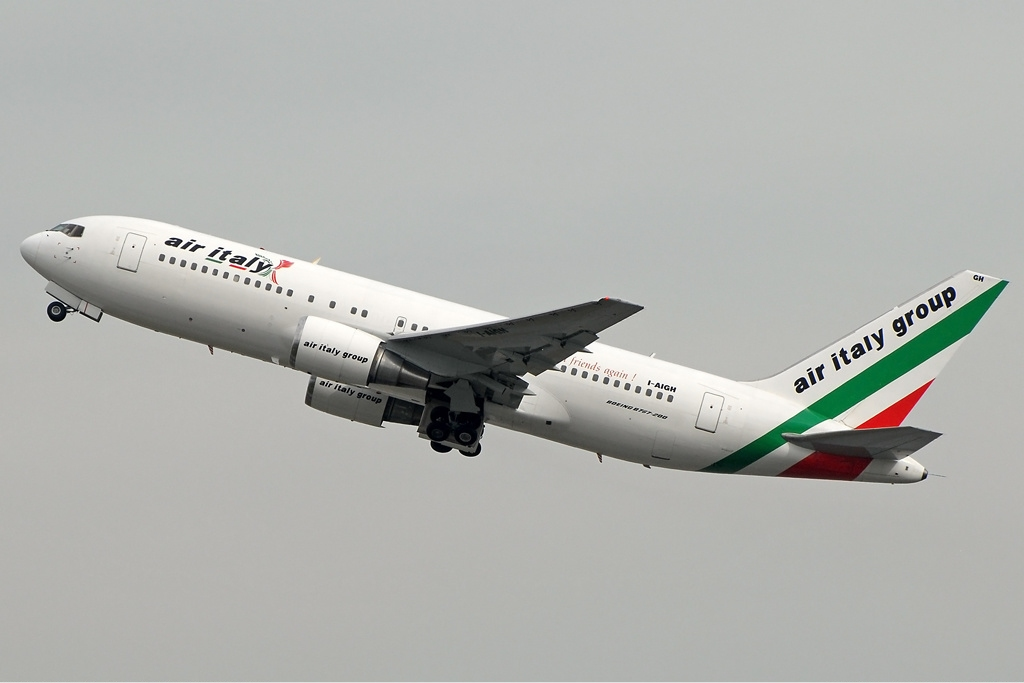
Boeing 767-200